# Аврора Сноу
Авро́ра Сно́у (англ. Aurora Snow; нар. 26 листопада 1981 року, Санта-Марія, Каліфорнія, США) — сценічне ім'я американської порноакторки.

## Життєпис
Сноу народилась і виросла в Санта-Марії, штат Каліфорнія. Пізніше переїхала до Альбукерке. З 12 років грала у місцевих та регіональних театрах.

## Кар'єра
Аврора вступила до Каліфорнійського університету в Ірвайні. Після першого року навчання знялась оголеною в рекламі, пізніше перейшла до порнографії. Вона продовжувала вчитись, але робота займала більшу частину її часу.
Сноу почала зніматись у напівпрофесійних фільмах в жанрі гонзо. Однак пізніше стала грати в традиційніших фільмах з сюжетом. Одним з її перших фільмів став «More Dirty Debutantes 152», спродюсований Едом Паверсом. Сценічне ім'я акторка вибрала собі, склавши його з двох улюблених героїв мультфільмів: принцеса Аврора зі «Сплячої красуні» та Білосніжки (англ. Snow White).
Пізніше також стала режисером на «Playboy TV». Її перший фільм — «Assploitations», який пізніше доповнився серією фільмів казкового типу. Аврора в основному знімає фільми зі сценами хардкорного анального сексу.
2007 року Аврора зіграла камео у фільмі «Суперперці». Також зіграла, але не була зазначена в титрах, у фільмі «Правила зваблення» (англ. «The Rules of Attraction»).
2009 року вийшла автобіографія Сноу в комічній формі — «Aurora Snow: True Stories of Adult Film Stars».

## Особисте життя
Сноу більш ніж 7 років зустрічалась з колишнім порноактором Джедом Епетов.
У липні 2008 року вона повідомила, що зустрічається з письменником Річардом Ебовіцом.

## Нагороди
- 2002 — XRCO Award — Cream Dream[15]
- 2002 — XRCO Award — найкраща сцена сексу утрьох — Up Your Ass 18 (з Mr. Marcus і Лексінгтон Стіл)[15]
- 2002 — XRCO Award — найкраща сцена групового сексу — Gangbang Auditions 7[15]
- 2003 — XRCO Award — найкраща сцена сексу утрьох — Trained Teens (з Gauge і Джулсом Джорданом)[15]
- 2003 — AVN Award — виконавиця року[16]
- 2011 — включена до зали слави XRCO[17]